# Ungulatellidae
Ungulatellidae es una familia de foraminíferos bentónicos de la superfamilia Discorboidea, del suborden Rotaliina y del orden Rotaliida. Su rango cronoestratigráfico abarca el Holoceno.

## Clasificación
Ungulatellidae incluye a los siguientes géneros:
- Metapatellina
- Ungulatella
- Ungulatelloides